# Mount Street
Mount Street est une rue de la ville de Londres.

## Situation et accès

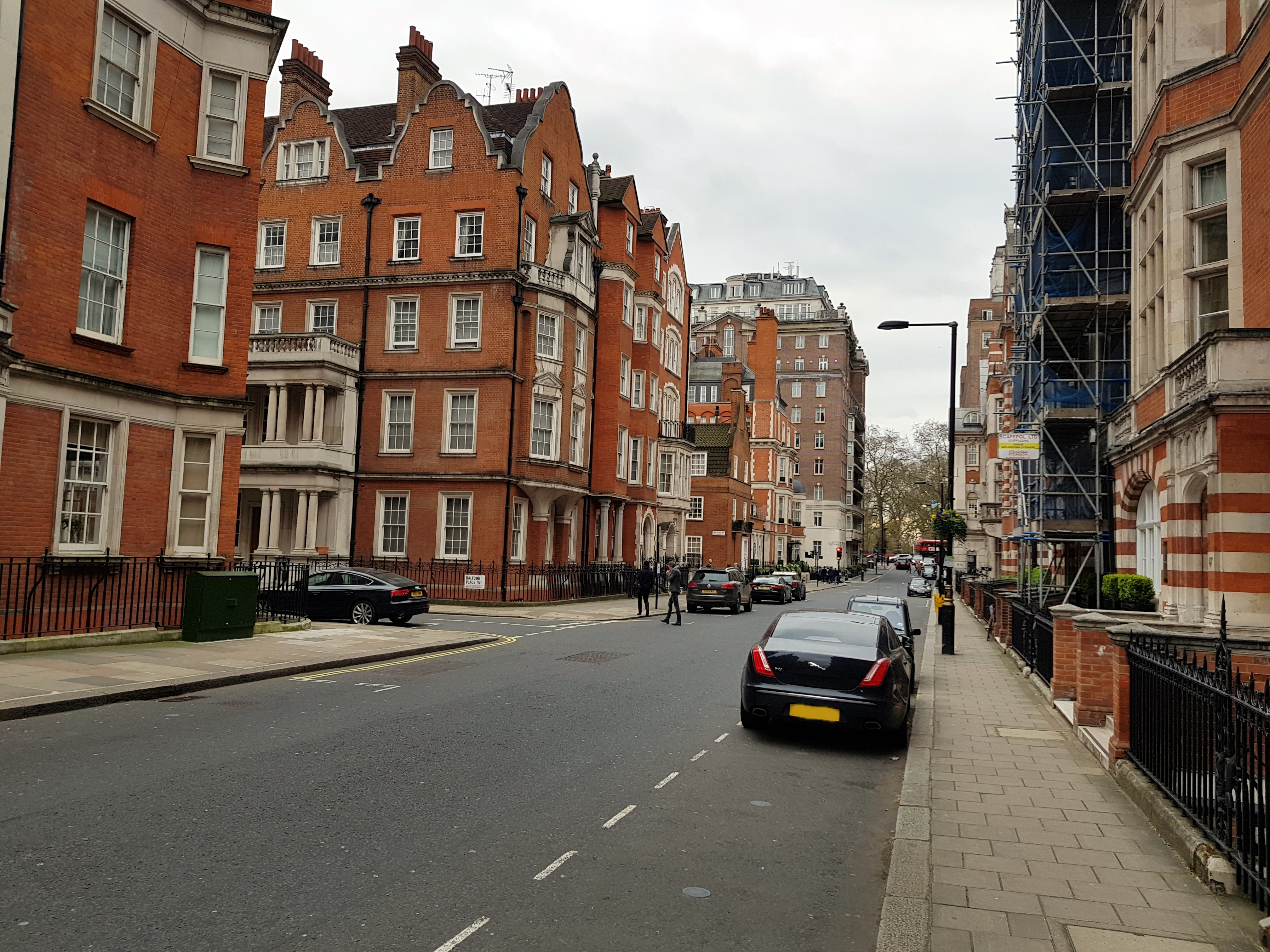
Mount Street, côté ouest.

Située dans le district de la Cité de Westminster, dans le quartier de Mayfair, Mount Street s'étend d’ouest en est de Park Lane à Davies Street. À peu près à mi-longueur, elle est coupée par la South Audley Street. La partie ouest de la rue est essentiellement résidentielle ; la partie est est bordée de magasins de luxe, de pubs et de restaurants à la mode. La rue est emblématique du quartier : c’est un lieu de parade et nombreux sont ceux qui s’emploient à y être remarqués car, aujourd’hui comme hier, Mayfair est moins un quartier qu’une manière d’être. Aux beaux jours, les berlines de très grand luxe et les voitures de course italiennes se disputent les places le long des trottoirs.
Selon l’Evening Standard, plusieurs maisons de Mount Street et des rues avoisinantes appartiennent à la famille régnante du Qatar, pays dont l'ambassade se situe à proximité.
Au sud de la rue se trouvent les Mount Street Gardens, un jardin public auquel on accède grâce à deux entrées, dont l’une prend la forme d’un passage situé entre les numéros 101 et 103.
La rue est encadrée, à chacune de ses extrémités, par un hôtel de luxe. Il s’agit, à l’ouest, de la résidence hôtelière des Grosvenor House Suites et, à l’est, du palace The Connaught.
Les stations de métro les plus proches sont Marble Arch, où circulent les trains de la ligne  Central, Bond Street, desservie par les lignes  Central  Jubilee et Hyde Park Corner, desservie par la ligne  Piccadilly.

## Origine du nom
Le nom de la rue évoque Mount Field, une fortification érigée dans le voisinage, probablement du côté de Carpenter Street, pendant la Première révolution anglaise (1642-1651).

## Historique
Mount Street a été aménagée dans les années 1885. On relève sur les façades quelques dates (mais pas de noms d’architectes) : 1881, 1887 et 1893. D’un point de vue architectural, et dans le style victorien qui est le sien, la rue se distingue par son unité remarquable.
Plusieurs architectes ont œuvré dans la rue, dont le principal est Ernest George (1839-1922).

## Bâtiments remarquables et lieux de mémoire

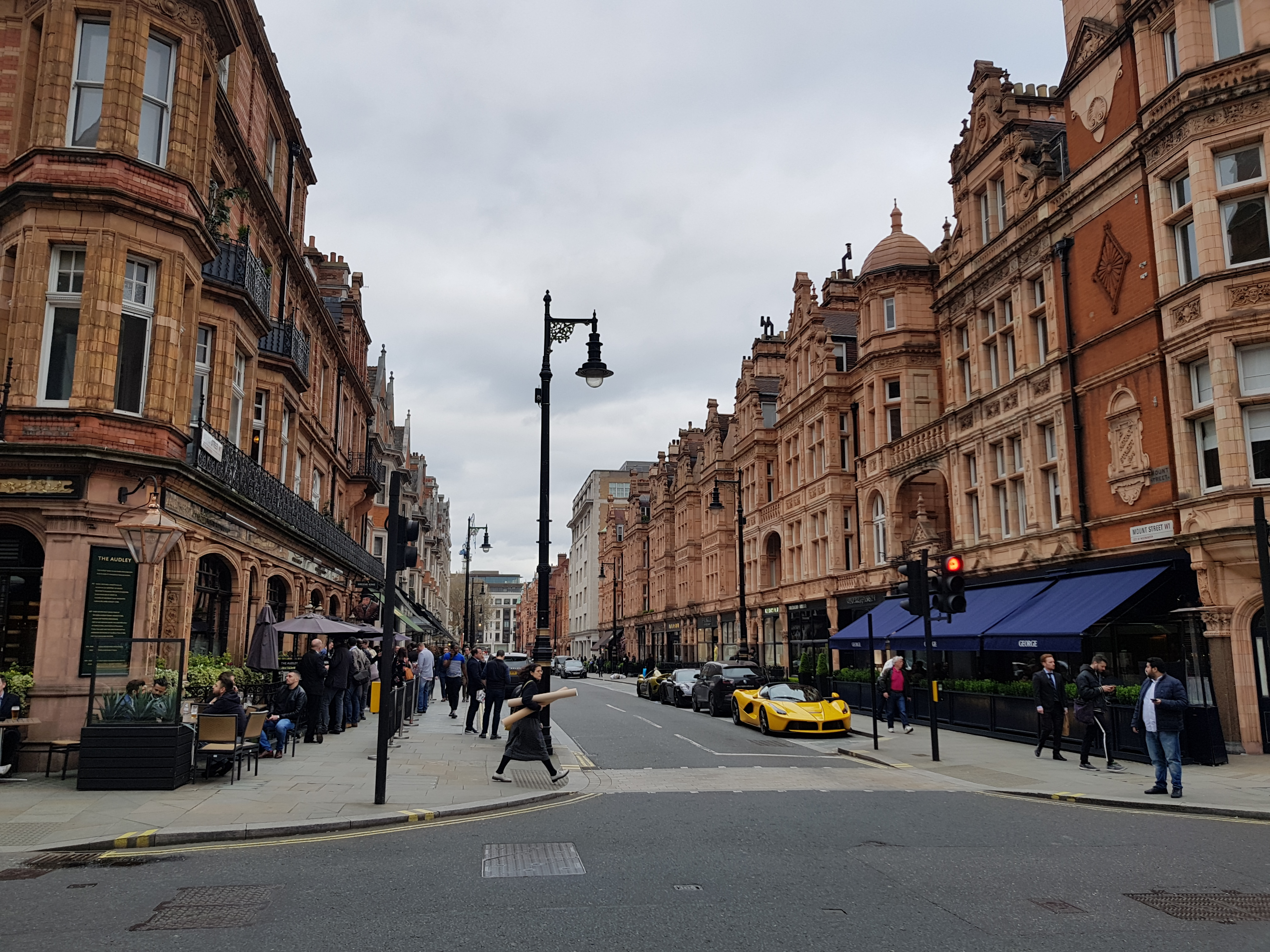
Mount Street, côté est.

- No 34 : la femme de lettres Lady Mary Coke (1727-1811) a habité à ce numéro.

- No 44 : Audley Mansions, construit en 1884-1886 par l’architecte J. T. Wimperis[6] ; l’acteur Jack Buchanan (1890-1957) a vécu à cette adresse ; une blue plaque a été apposée sur la façade[7].

- No 54 : maison de ville construite en 1899 par l’architecte Fairfax Blomfield Wade[8] ; cet édifice classé de grade II abrite actuellement la résidence de l’ambassadeur du Brésil.

- No 89 : le marchand d’art américain Inigo Philbrick, arrêté depuis par le FBI pour avoir escroqué ses clients à la hauteur de 20 millions de dollars, y possède sa propre galerie au début des années 2010[9].

- No 98 : édifice construit en 1895 ; architecte : Albert John Bolton[10].

- No 102 : la romancière Fanny Burney (1752-1840) a habité à cette adresse.

- No 105 : l’homme d’État Winston Churchill (1874-1965) a habité ici en 1900[11].

- No 114 : presbytère de l’église de l’Immaculée Conception, communément appelée Farm Street Church ; bâtiment datant de 1886-1887[12].

- No 120 : Lupus House (1887).

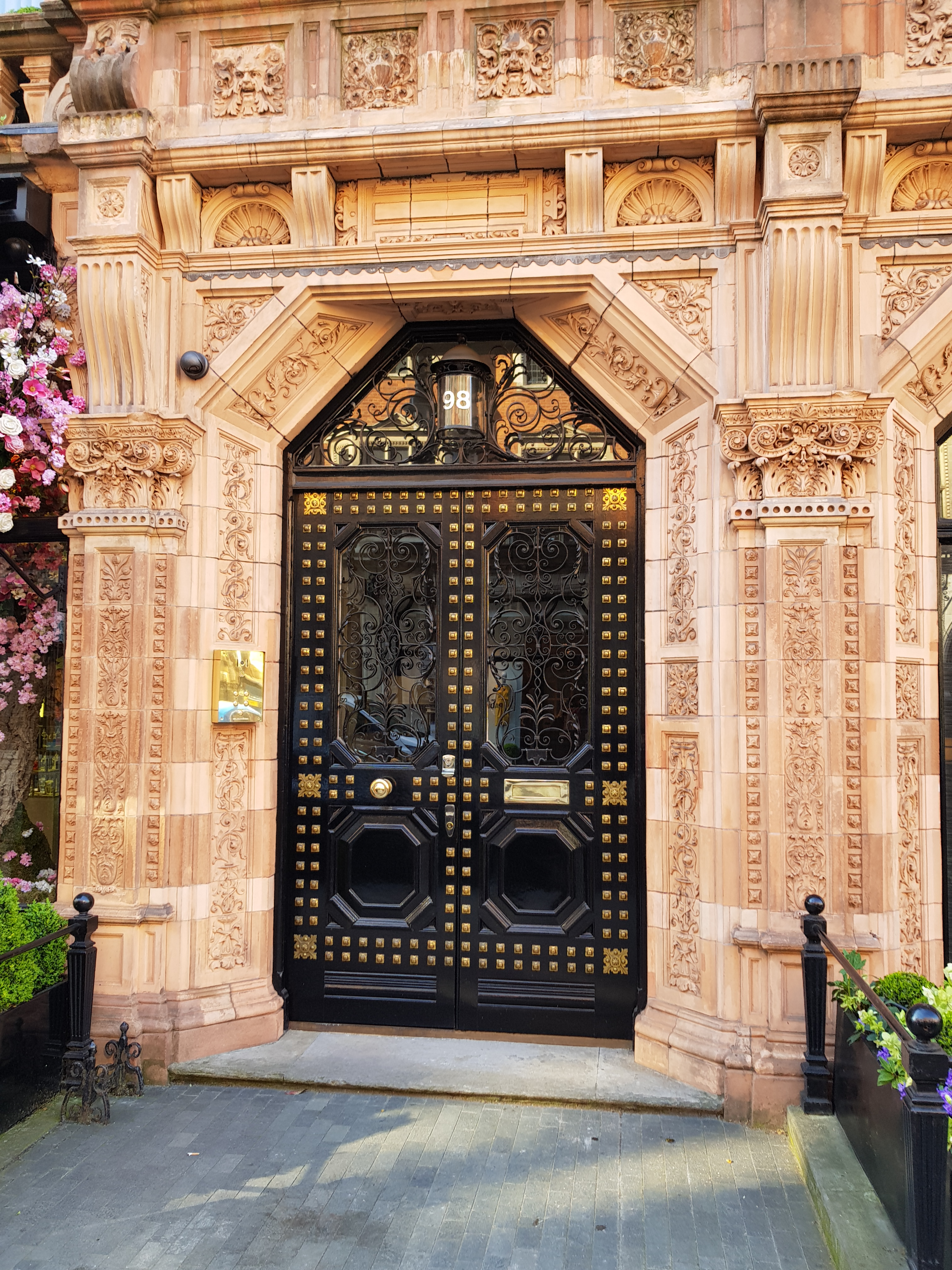
No 98.
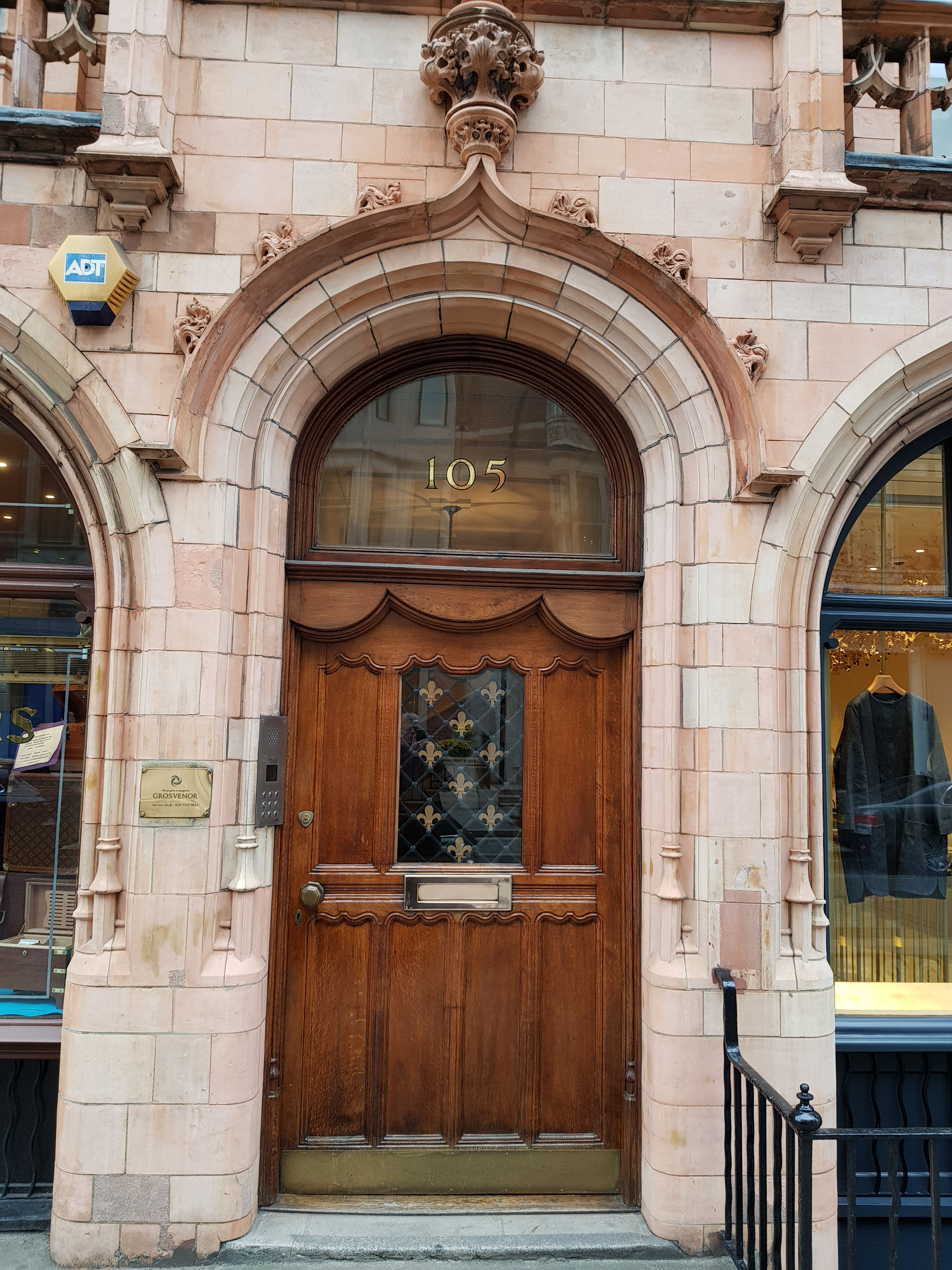
No 105.
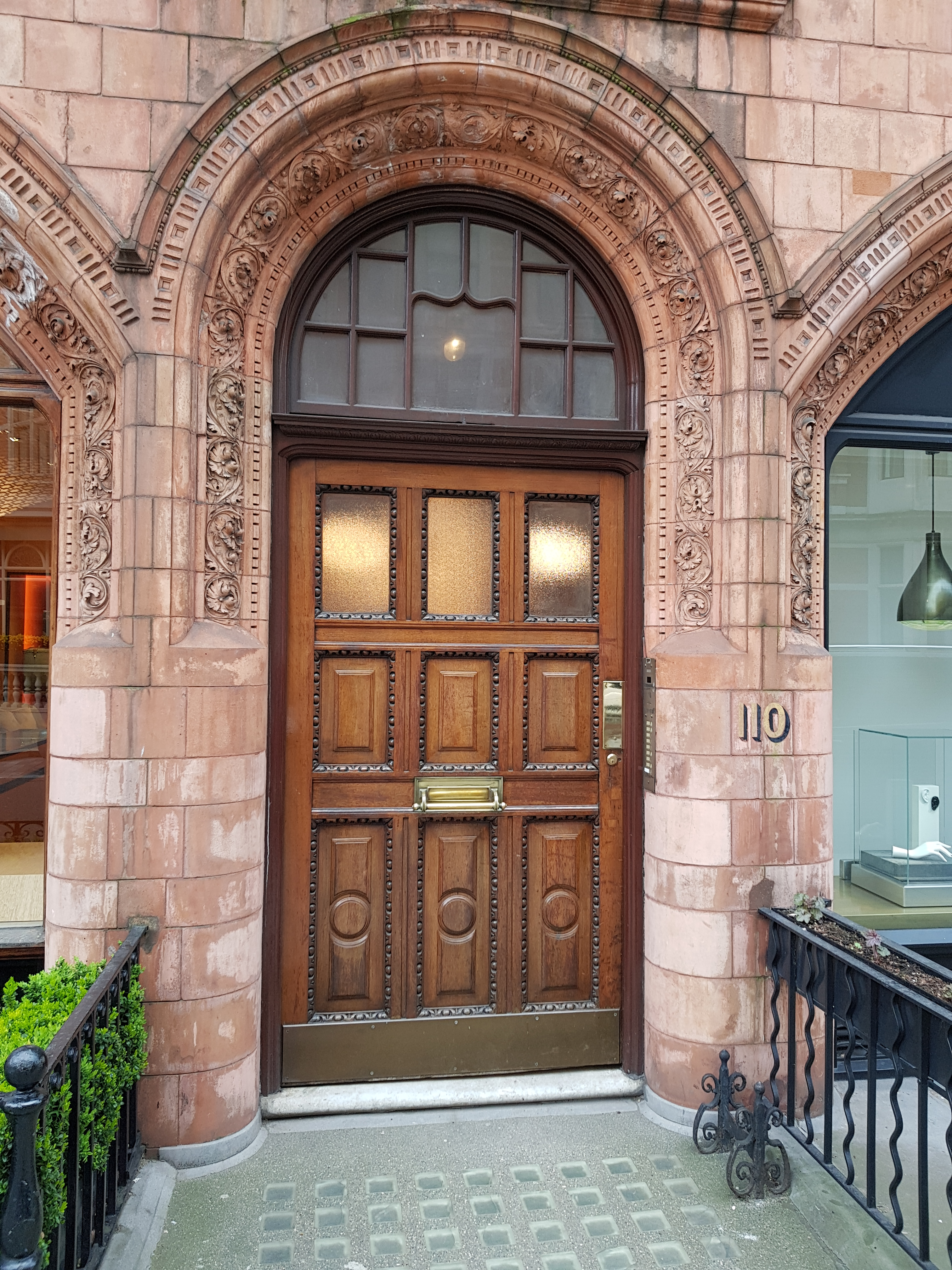
No 110.
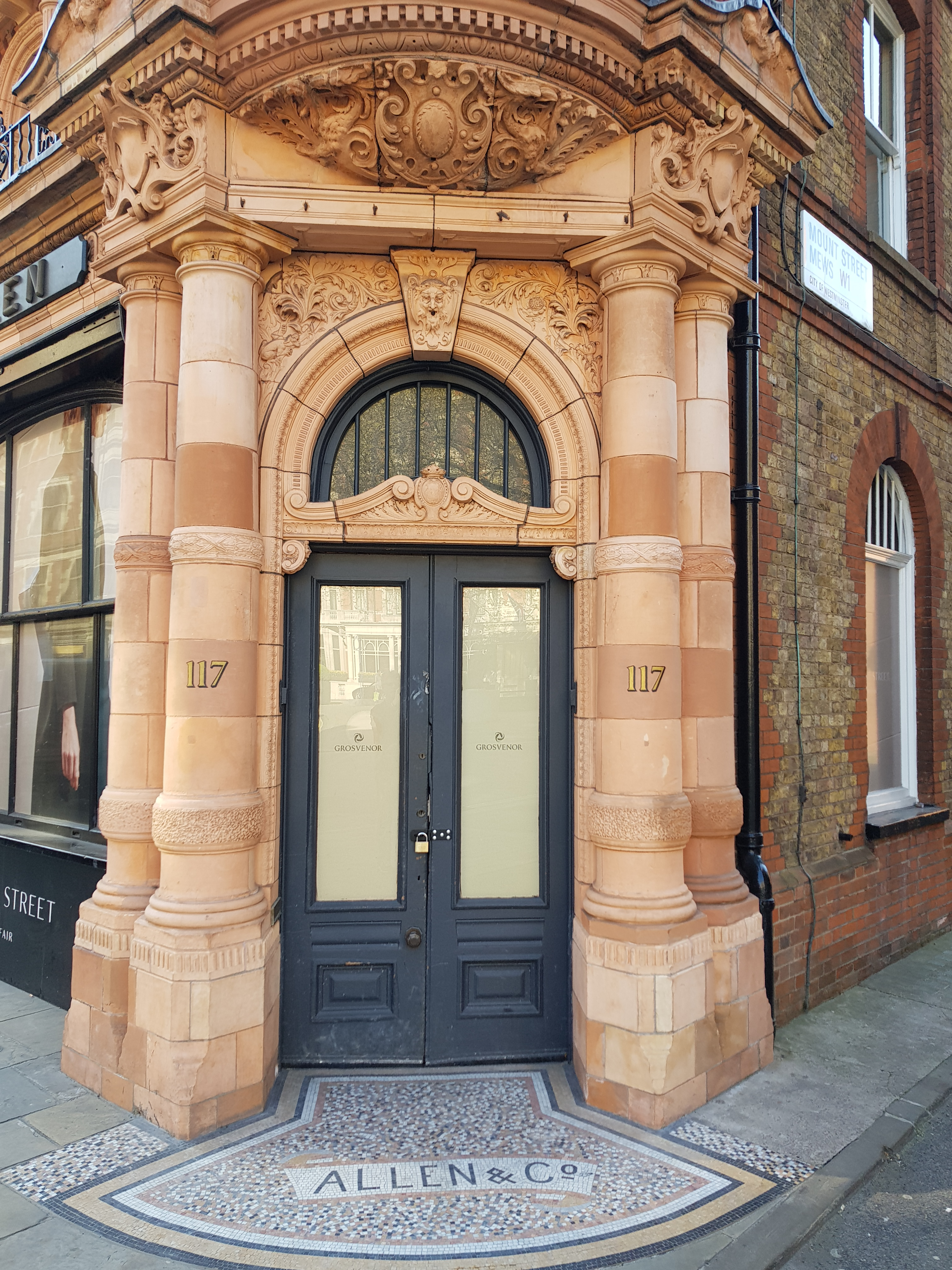
No 117.
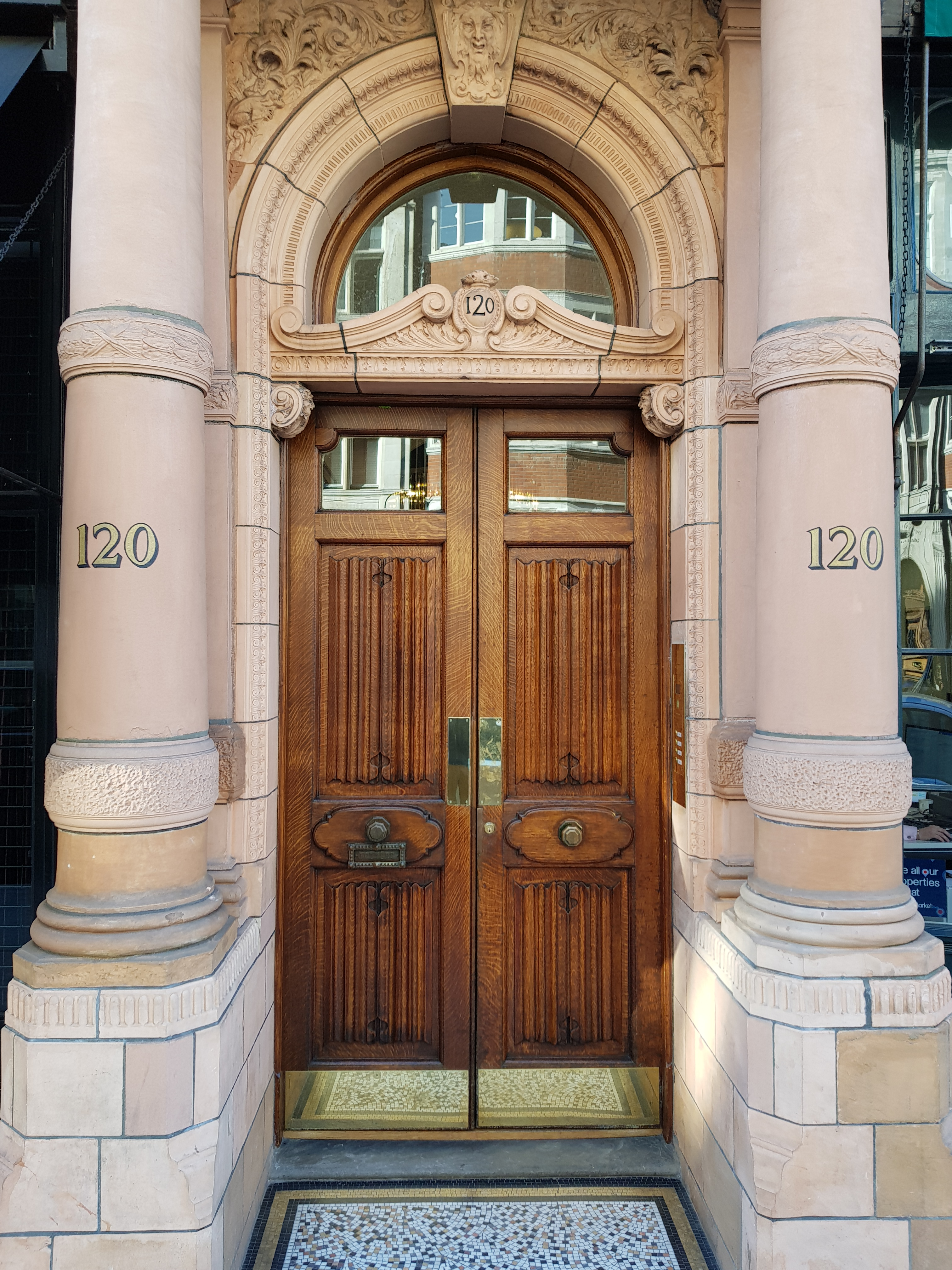
No 120.
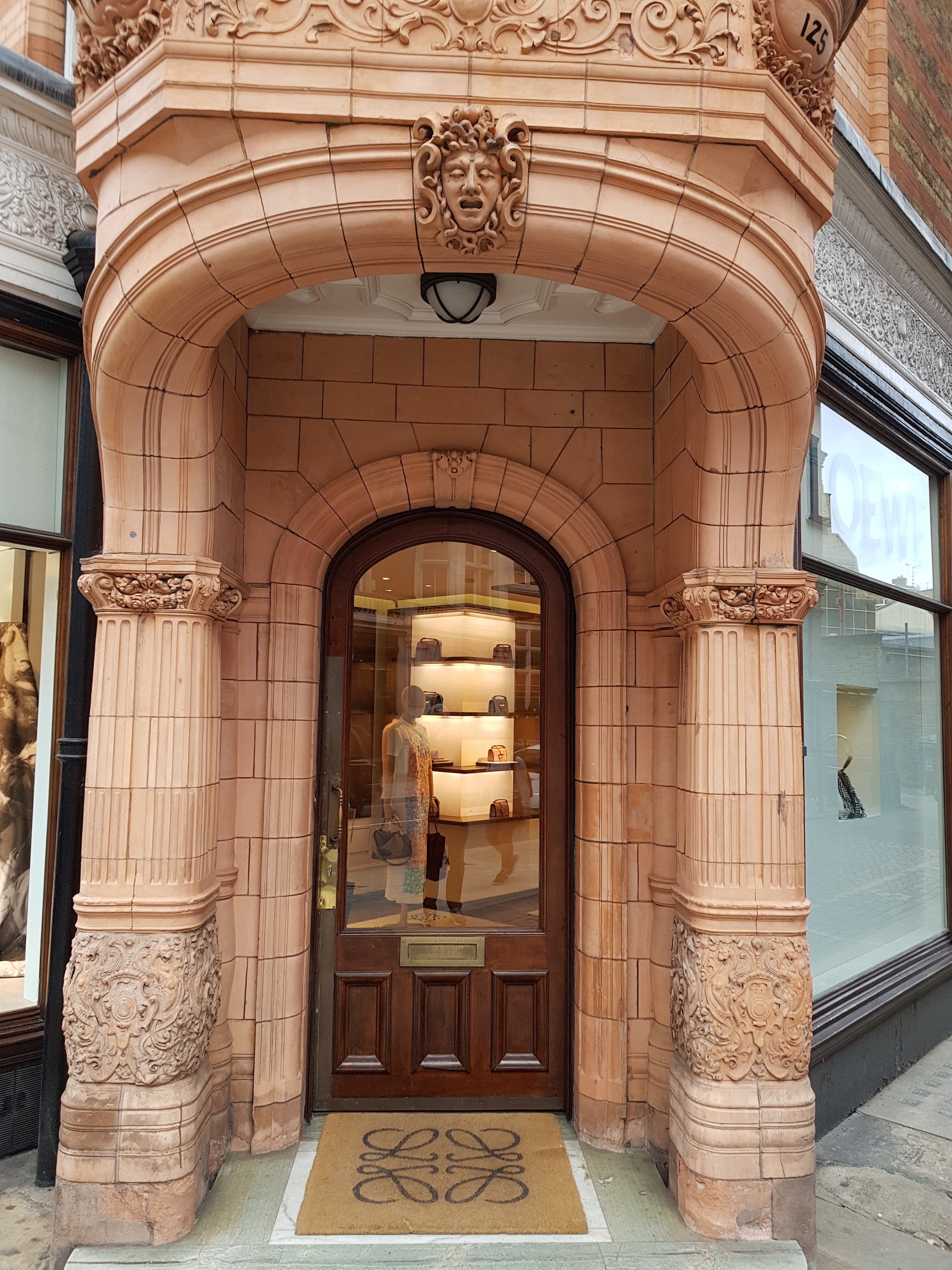
No 125.

### Bâtiment détruit
- No 103 : à cet emplacement se trouvait la workhouse paroissiale, sorte d’asile de pauvres et de maison de correction, construite en 1725-1726, agrandie dans les années 1780 et démolie en 1886[13].